# Усяжська сільська рада
Усяжська сільська рада (біл. Усяскі сельсавет) — адміністративно-територіальна одиниця в складі Смолевицького району розташована в Мінській області Білорусі. Адміністративний центр — Усяж.
Усяжська сільська рада розташована в центральній частині Білорусі, і в центрі Мінської області орієнтовне розташування — супутникові знімки, на північ від районного центру Смолевичів.

## Склад сільської ради
До складу сільради входять 25 населених пунктів:
- Антопілля • Високе • Дубовики • Ємельянове • Ізбицьке • Кальники • Кам'янка • Ковалівщина • Крива Береза • Куркове • Мгле • Новодвір'я • Напалки • Прудище • Сарнацьке • Сутоки • Тадулино • Трубичино • Узбережжя • Усяж • Усяжа • Хотенове • Шпаківщина • Юзефове • Юр'єво.

Рішенням Мінської обласної ради депутатів від 30 жовтня 2009 року, щодо змін адміністративно-територіального устрою Мінської області, були ліквідовані:
- Юр'ївська сільська рада, а села Антопілля • Кальники • Мгле • Прудище • Сарнацьке • Сутоки • Хотенове • Юзефове • Юр'єво передані до складу Усяжської сільської ради